# Керченська площа
Ке́рченська пло́ща — площа у Дніпровському і Деснянському районах міста Києва, житлові масиви Кибальчич, Райдужний і Вигурівщина-Троєщина. Розташована  між проспектами Романа Шухевича, Червоної Калини та Воскресенським.

## Опис
Площа виникла у середині 1970-х років. Сучасна назва — з 1975 року, на честь міста-героя Керч.